# Tony Cameranesi
Anthony "Tony" Cameranesi, född 12 augusti 1993, är en amerikansk före detta professionell ishockeyspelare (center).
Under sin karriär har han bl.a. spelat för Toronto Marlies och Utica Comets i American Hockey League.